# Stalingrad
《Stalingrad》는 독일의 헤비 메탈 밴드 억셉트의 열세 번째 스튜디오 음반으로, 2012년 4월 6일, 독일의 독립 음반사 뉴클리어 블래스트에 의해 발매되었다. 이 음반은 2009년 재결합 이후 두 번째 음반이며, 전작인 《Blood of the Nations》 (2010년)와 마찬가지로 앤디 스냅이 프로듀싱했다.

## 평가
| 전문가 평가 | 전문가 평가 |
| 평가 점수   | 평가 점수   |
| 출처        | 점수        |
| ----------- | ----------- |
| AllMusic    | [ 3 ]       |
| BW&BK       | [ 4 ]       |
| Thrash Hits | [ 5 ]       |

음반에 대한 비판적인 반응은 대체로 호의적이었다. 올뮤직은 이 음반에 5점 만점에 3점 반의 별을 주는 리뷰를 발표했다. 평론가 제임스 크리스토퍼 몽거는 현재 보컬리스트인 마크 토르니요가 "엄청나게 설득력 있는 우도 디르크슈나이더 인상"을 하고 있다고 언급했고, 《브레이브 워즈 & 블러디 너클스》와 《스래시 히츠》도 이 음반에 긍정적인 평가를 내렸다.
이 음반은 성공적으로 독일 음반 차트에서 6위로 데뷔했다. 《Stalingrad》는 또한 빌보드 200에서 81위로 데뷔하여 94위로 정점을 찍은 《Metal Heart》 (1985년) 이후 미국에서 100위 안에 든 첫 번째 음반이 되었다.
이 음반은 2012년 메탈 스톰 어워드에서 최우수 헤비 메탈/멜로디 음반으로 선정되는 영예를 안았다.

## 곡 목록
모든 곡들은 울프 호프만, 피터 발테스 그리고 마크 토르니요에 의해 작사/작곡하였다.
| #   | 제목                          | 재생 시간 |
| --- | ----------------------------- | --------- |
| 1.  | 〈Hung, Drawn and Quartered〉 | 4:35      |
| 2.  | 〈Stalingrad〉                | 5:59      |
| 3.  | 〈Hellfire〉                  | 6:07      |
| 4.  | 〈Flash to Bang Time〉        | 4:06      |
| 5.  | 〈Shadow Soldiers〉           | 5:47      |
| 6.  | 〈Revolution〉                | 4:08      |
| 7.  | 〈Against the World〉         | 3:36      |
| 8.  | 〈Twist of Fate〉             | 5:30      |
| 9.  | 〈The Quick and the Dead〉    | 4:25      |
| 10. | 〈The Galley〉                | 7:21      |